# 9 janvier 1954
Le samedi 9 janvier 1954 est le 9e jour de l'année 1954.

## Naissances
- Andy Diggle, auteur de bande dessinée britannique
- Mirza Delibašić (mort le 8 décembre 2001), joueur de basket-ball yougoslave
- Peter Walsh, joueur de basket-ball australien
- Philippa Gregory, écrivain britannique
- Thorvald Steen, écrivain norvégien

## Décès
- Henri Beecke (né le 4 avril 1877), artiste-peintre alsacien
- Herminia Brumana (née le 12 septembre 1897), institutrice, écrivaine, journaliste, dramaturge et militante féministe argentine
- Jack Leonard (né le 6 janvier 1913), scénariste et chanteur de jazz américain
- Joseph Van Cauwenbergh (né le 6 novembre 1880), politicien belge
- Mariska Vízváry (née le 27 mai 1879), actrice hongroise
- Victor Lourties (né le 7 avril 1886), avocat, sénateur des Landes de 1933 à 1941

## Événements
- Création du drapeau de la République socialiste fédérative soviétique de Russie
- Début du tournoi des Cinq Nations 1954